# Замък Мошна
Замъкът в Мошна (на полски: Pałac w Mosznej, на немски: Schloss Moschen) e резиденция, разположена в село Мошна, в Ополско войводство. Един от най-известните туристически обекти на ополска територия. От 1866 г. до 1945 г. е във владение на силезийския род индустриални магнати Тиле-Винклер.
Тук се е помещавал Център по невротерапия. Във връзка със строежа на нова болнична сграда от април 2013 г. медицинската дейност е пренесена в съседния обект. Дворецът е частично отворен за посещения; в параклиса се изнасят камерни концерти, а в галерията се уреждат изложби на художествени произведения. Разполага с 365 помещения и 99 кули и кулички. Площта му е 8 000 м², а кубатурата – 65 000 м³. Обектът е заобиколен от парк с площ над 12 хектара, където могат да бъдат видени три столетни дъба.
Първоначално членовете на рода Тиле-Винклер трябвало да бъдат погребвани в криптата под дворцовия параклис. Но с оглед на високата влажност там, се взема решение мястото на родовите гробници да бъде в дворцовия гробищен парк, който днес е отворен за посетители.
В обекта се провежда ежегоден Празник на цъфтящите азалии – през май и юни, и се популяризира музиката на полски и немски композитори. По време на празника в галерията се организират изложби на пластика и живопис.

## История
Сградата е създадена в средата на XVIII век като бароков дворец. Придобива настоящата си форма след 1896 г., когато в нощта на 2 срещу 3 юни бароковият дворец е частично опожарен. Старата сграда е реставрирана, като до 1900 г. е изградена източната част в неоготически стил и оранжерията, а в периода 1911 – 1913 г. е реставрирано западното крило в неоренесансов стил. Паркът на двореца е част от природен парк с ценни дървесни видове и рядка колекция от рододендрони.
През 1904, 1911 и 1912 г. по време на лов, организиран от Франц-Хюберт граф Тиле-Винклер в двореца гостува император Вилхелм II. Семейство Тиле-Винклер напуска двореца през пролетта на 1945 г. В началото на XX век в дворцовата градина са открити значителни фрагменти от подземия, които през 1929 Х. Бартел отъждествява с тамплиерски замък, който е трябвало да свързва подземията със замъка в Хшелице. След Втората световна война при строителни работи тук са открити следи от средновековна палисада. По време на Втората световна война замъкът е пощаден от разрушаване. В него се помещава лазарет. През 1945 г. в двореца са настанени части на съветската армия. През този период е унищожена голяма част от имуществото на замъка, а по-голямата част от съхраняваните там произведения на изкуството, основно картини и скулптури, са разграбени.
След войната по различно време и за кратко в двореца се помещават някои институции, като едва през 1972 г. той е превърнат в санаториум, а от 1996 г. в Независим център за обществено здравеопазване и невротерапия. През 1948 г. на част от земите, принадлежали някога на замъка, е създаден Държавен конезавод. От 2013 г. в двореца функционират хотел и ресторант, а болницата е преместена в намиращата се наблизо сграда.
През 1978 г. тук е сниман филмът „Test pilota Pirxa" (Тестът на пилота Пиркс), а през 1985 г. „Lubię nietoperze" (Обичам прилепи).
- Изображение на замъка върху стара пощенска картичка
- Източното крило на замъка
- От птичи поглед

## Външни линкове на български език
- National Geographic
- Туристическа информация